# ليل زان
نيكولاس دييغو ليانوس (بالإنجليزية: Nicholas Diego Leanos)‏ (من مواليد 6 سبتمبر 1996)، والمعروف باسم ليل زان (بالإنجليزية: Lil Xan)‏ أو ببساطة دييجو، هو مغني راب أمريكي ومغني وكاتب أغاني من أصل مكسيكي من ريدلاندز، كاليفورنيا. وهو معروف بأغنيته «بيترايد»، والتي حصلت على اعتماد بلاتين من قبل جمعية التسجيلات الأمريكية  وبلغت ذروتها في المرتبة 64 على بيلبورد هوت 100. في 6 أبريل 2018، أصدر دييجو ألبومه الاستوديو الأول، توتال زانارشي. ألبومه الثاني، سوري أي ديدنت كويت، من المقرر صدوره في عام 2020.
اشتق اسمه من زانكس، الاسم التجاري لعقار ألبرازولام.

## النشأة
ولد دييجو يوم 6 سبتمبر 1996، في ريدلاندز، كاليفورنيا، لوالدين مكسيكيين. عندما كبر دييجو كان فقيراً وعاش في شقق معظم طفولته. درس في ريد لاندز إيست فالي هاي سكول، لكنه ترك المدرسة الثانوية في سنته الأولى، وقضى عدة سنوات في المنزل عاطل عن العمل. تولى دييجو وظيفة عامل تنظيف الشوارع وبيع المخدرات قبل أن يبدأ في موسيقى الراب. تابع دييجو لاحقًا مهنة التصوير الفوتوغرافي لدعم العديد من الأصدقاء الذين كانوا مغني الراب. في النهاية، سُرقت كاميرته، واختار البدء في موسيقى الراب بدلاً من الاستثمار في كاميرا جديدة.

## المسيرة المهنية
بدأ دييجو في الحصول على شعبية من خلال منصات مثل ساوندكلاود ويوتيوب. ازدادت شعبيته بعد إصدار الفيديو الموسيقي لأغنيته «بيترايد» في أغسطس 2017. بلغت الأغنية ذروتها في المرتبة 64 على بيلبورد هوت 100. في مقابلة مع إكس إكس إل، أعلن دييجو عن أول ألبوم له توتال زانارشي. يتضمن الألبوم تعاونًا مع فنانين مثل ديبلو وراي سريمورد. في ديسمبر 2017، أعلن دييجو عن الجولة الموسيقية بعنوان توتال زانارشي، التي بيعت في غضون خمس ساعات وفقًا لـ بيلبورد. في عام 2018، فكر دييجو في تغيير اسمه المسرحي إلى دييجو من أجل دعم رسالته لمكافحة المخدرات،  ومع ذلك فقد أعرب عن عدم التاكد من جعل الأمر رسميًا حول تغيير الاسم.
أصدر دييجو ألبوم استوديوه الأول له، توتال زانارشي في 6 أبريل 2018. على الرغم من المراجعات السلبية بشكل عام، إلا أن الألبوم حقق نجاحًا تجاريًا جيد جداً، حيث ظهر لأول مرة في المركز العاشر على مخططات بيلبورد 200. في الشهر التالي في مايو 2018، أعلن دييجو عن الألبوم هيرتبريك سولديورز، وتم إصداره في 8 يوليو 2018. في سبتمبر 2018، أعلن دييجو أنه كان يعمل على ألبوم بعنوان بي سايف تكريمًا لـ ماك ميلر، حيث كانت هذه هي الكلمات الأخيرة التي قالها ماك لدييجو قبل وفاته.
خطط دييجو في البداية لإصدار الألبوم بي سايف في عام 2019، لكن الألبوم دخل في حالة من النسيان ولم يتم إطلاقه في النهاية. في نوفمبر 2019، أعلن أنه سيعلن عن عنوان ألبومه التالي عند نهاية سبتمبر وأصدر غلاف ألبوم أيضا، ولكن هذا لم يقم بإصداره أبدًا. في يناير 2020، أعلن دييجو أن ألبومه التالي سيكون بعنوان سوري أي ديدنت كويت، ومن المقرر إطلاقه في وقت ما من 2020.

## الفن
صرح دييجو أن باريل ويليامز ونيرد كان لهم تأثير مبكر عليه في الهيب هوب، مع تأثيرات أخرى بما في ذلك أركتيك مونكيز، كايج ذي إيليفنت وكوينز أوف ستون أيج. وصف دييجو أيضًا دريك وماك ميلر بأنهما مصدر إلهامه الموسيقي.
وفقًا لـ بايجونز أند بلاينز، بدأت موسيقى دييجو كـ «تيبيكال تراب» ثم تحولت لاحقًا إلى «أ موركيير، دريم-لايك ساوند». وصفت صحيفة نيويوركر دييجو بأنه جزء من حركة «ساد راب».

## الحياة الشخصية
بدأ دييجو بمواعدة المغنية والممثلة نواه سايرس في 30 يونيو 2018. الثنائي أصدر التعاون «ليف أور داي» في أغسطس 2018. إنفصل الثنائي في سبتمبر 2018، مع إتهام بعضهما بالخيانة، صرح دييجو أن العلاقة كانت إجبارية من شركة تسجيلات الثنائي، كولومبيا. أياً كان، بعد أسابيع لاحقة قام بالتراجع عن هذه التصريحات في مقابلة في أوبن لايت مع بيتر روسنبيرغ، قال «لأكون صادقاً مع الله، أود القول أن أكبر أسباب الانفصال حدثت بسببي. كان خطئي. كان يمكن أن نبقى معاً، لكنني شعرت بأني أفسدت كل شيء. إنه أيضاً وضعني في مكان مظلم لأني كنت أتخبطت يميناً ويساراً.» قال أيضاً: «أنه لا يملك غير الحب لعائلة سايروس»
كان دييجو منفتحاً بشأن إدمانه السابق على البنزوديازيبينات (خاصة الزاناكس) بالإضافة إلى المواد الأفيونية. تمكن من التغلب على مشكلة الزاناكس بعد عامين من المعاناة من الإدمان. يتحدث دييجو حاليًا ضد إساءة استخدام زاناكس ويحث الأشخاص على التوقف عن استخدام الدواء تمامًا.
في فبراير 2019، أعلن دييجو أنه هو وخطيبته في ذلك الوقت آني سميث كانوا ينتظرون طفلاً. في 6 أبريل، كشفت آني أنها تعرضت لإجهاض، وشاركت المعلومات حول الحادث عبر مقطع فيديو وصور فوتوغرافية على إنستجرام. ومع ذلك، في مقابلة مع نو جمبر بعد أسابيع، كشف دييجو أن لديه شكوك في أن آني كانت تزيف حملها. جاء هذا بعد أن أشار عدد من محبي موسيقى الراب على وسائل التواصل الاجتماعي إلى أن صور الموجات فوق الصوتية تبدو متطابقة مع تلك التي يمكن العثور عليها على جوجل. انفصل الثنائي في النهاية، حيث ادعى دييجو لاحقًا أن العلاقة كانت سامة وأنه استمر في الشك في صحة حملها. بدأ مواعدة اليوتيوبر غابي بارسونز في نوفمبر 2019. صرح دييجو في تعليق على إنستغرام بارسونز، «بعد أن أصبت بنوبة جراء المخدرات وكدت أن أموت، استيقظت أخيرًا وأدركت ما هو الأكثر أهمية في الحياة وهذا هو الله والأسرة والحب! ولم يكن لدي أي اتصال أقوى مع أي شخص سوى غابي، لذا نعم نتحدث وهي علاقة صحية للغاية».

## ديسكغرافيا

### ألبومات
| عنوان          | تفاصيل الألبوم                                                                      | مواقع ذروة الرسم البياني |
| عنوان          | تفاصيل الألبوم                                                                      | نحن                      |
| -------------- | ----------------------------------------------------------------------------------- | ------------------------ |
| مجموع Xanarchy | - الإصدار: 6 أبريل 2018 - التنسيقات: قرص مضغوط، تنزيل رقمي - التسمية: كولومبيا      | 10                       |
| آسف لم أستقيل  | - الإصدار: سيتم تحديده لاحقًا - التنسيقات: قرص مضغوط، تنزيل رقمي - التسمية: كولومبيا | To be released           |

### الميكستيبات
| عنوان        | تفاصيل شريط الأغاني                                                     |
| ------------ | ----------------------------------------------------------------------- |
| جنود حسرة    | - الإصدار: 8 يوليو 2018 - التنسيق: تنزيل رقمي، بث - التسمية: كولومبيا   |
| جنود حسرة. 2 | - الإصدار: 20 مارس 2019 - التنسيقات: تنزيل رقمي، بث - التسمية: كولومبيا |

### قوائم تشغيل
| عنوان            | تفاصيل EP                                                                                |
| ---------------- | ---------------------------------------------------------------------------------------- |
| CITGO            | - الإصدار: 6 سبتمبر 2016 - التنسيق: تنزيل رقمي، تدفق، كاسيت - التصنيف: Sleepcvlt (كاسيت) |
| وجع أسنان        | - الإصدار: 19 يونيو 2017 - التنسيق: تنزيل رقمي، بث - الملصق: مستقل                       |
| Xanarchy         | - الإصدار: 1 أغسطس 2017 - التنسيق: تنزيل رقمي، بث - الملصق: مستقل                        |
| ميليشيا Xanarchy | - الإصدار: 14 نوفمبر 2018 - التنسيق: تنزيل رقمي، بث - التسمية: كولومبيا                  |
| العاب ناريه      | - الإصدار: 19 فبراير 2019 - شكل: الجري - التسمية: كولومبيا                               |

### الأغاني الفردية

#### كفنان مميز
| عنوان                                                              | عام  | الألبوم                    |
| ------------------------------------------------------------------ | ---- | -------------------------- |
| "بلا حياة" (Chem X featuring Lil Xan)                              | 2017 | Non-album singles          |
| "للافضل" (Kid Kaze featuring Lil Xan)                              | 2017 | Non-album singles          |
| "ضائع" (Joei Razook featuring Lil Xan)                             | 2017 | Non-album singles          |
| "انكسر الخطوط العريضة" (Kid Kaze featuring Lil Xan)                | 2018 | Non-album singles          |
| "قف" (HenneyPapi featuring Lil Xan)                                | 2018 | Non-album singles          |
| "Racksonracksonracks" (HenneyPapi featuring Lil Xan)               | 2018 | ليتليف الثاني              |
| "انتظر" (Kid Kaze featuring Lil Xan)                               | 2018 | Non-album singles          |
| "تجميد الدماغ" (Prime Society featuring Lil Xan and $teven Cannon) | 2018 | Non-album singles          |
| "القرف المجنون" (Skooly featuring Lil Xan)                         | 2018 | لا تنسى لي من أي وقت مضى 3 |
| "بيرسي" (Lil Icepack featuring Lil Xan)                            | 2018 | Non-album singles          |
| "كوكين" (Blatz featuring $teven Cannon and Lil Xan)                | 2018 | Non-album singles          |
| "لعلى" ($teven Cannon featuring Lil Xan)                           | 2018 | Non-album singles          |
| "سباحة" (Baby Goth featuring تريبي ريد and Lil Xan)                | 2018 | طفل القوطي                 |
| "XOXO" (JUMEX featuring Lil Xan)                                   | 2020 | Non-album single           |

## جوائز وترشيحات
| عام  | جائزة                         | الفئة          | العمل المرشح | نتيجة | المرجع. |
| ---- | ----------------------------- | -------------- | ------------ | ----- | ------- |
| 2018 | جوائز MTV Video Music         | دفع فنان العام | ليل زان      | رُشِّح   | [ 36 ]  |
| 2018 | جوائز MTV Europe Music Awards | أفضل دفعة      | ليل زان      | رُشِّح   |         |

## روابط خارجية
- ليل زان على موقع ميوزك برينز (الإنجليزية)
- ليل زان على موقع أول ميوزيك (الإنجليزية)
- ليل زان على موقع ديسكوغز (الإنجليزية)